# Втрати в Афганській війні (1979—1989)
Втрати в Афганській війні (1979—1989) — безповоротні втрати Обмеженого контингенту Радянських військ в Афганістані, Урядових сил ДРА та груп афганської опозиції в період Афганської війни (1979—1989).
Військову службу на території ДРА, проходили понад 620 тисяч радянських громадян, серед них 525,5 тисяч солдатів і офіцерів Збройних Сил СРСР, 21 тисяча цивільних службовців, 95 тисяч представників КДБ СРСР (включаючи прикордонні війська) та МВС СРСР.
Загальна чисельність загиблих з 25 грудня 1979 року по 15 лютого 1989 року в період перебування в ДРА ОКСВА склала 15 051 особа, з них — 14 427 військовослужбовців ЗС Союзу РСР, загиблих внаслідок поранень у бою, від нещасних випадків та хвороб. Військові втрати із загальної кількості втрат склали 82,5 %. До безповоротних бойових і небойових втрат увійшли також особи, які померли від поранень у госпіталях і померли внаслідок хвороб вже після звільнення з ВС СРСР.
Імовірно, дані про загиблих коректні. До статистики не увійшли громадяни, які померли до звільнення зі Збройних сил, які перебувають на лікуванні в шпиталях за межами ДРА. До безповоротних втрат не включено 417 осіб, які в період бойових дій зникли безвісти або потрапили до полону. До 1999 року на Батьківщину повернули 287 людей.
Істотний вплив на статистику справили санітарні втрати. Вони включають випадки поранень у ході бойових дій і хвороби не пов'язані з отриманням поранень і контузій. Афганська війна 1979—1989 років мала великі втрати, пов'язані з «небойовими» причинами: вони становили 89 % санітарних втрат.

## Втрати СРСР
Після закінчення війни в СРСР було опубліковано цифри загиблих радянських військовослужбовців з розбивкою за роками:
| 1979 рік | 86 осіб    |
| 1980 рік | 1484 особи |
| 1981 рік | 1298 осіб  |
| 1982 рік | 1948 осіб  |
| 1983 рік | 1448 осіб  |
| 1984 рік | 2343 особи |
| 1985 рік | 1868 осіб  |
| 1986 рік | 1333 особи |
| 1987 рік | 1215 осіб  |
| 1988 рік | 759 осіб   |
| 1989 рік | 53 особи   |

Разом — 13 835 осіб. Ці дані вперше з'явилися в газеті «Правда» 17 серпня 1989 року. Надалі підсумкова цифра дещо збільшувалася. Станом на 1 січня 1999 року безповоротні втрати в Афганській війні (убиті, що померли від ран, хвороб і в подіях, що зникли безвісти) оцінювалися таким чином :
- Радянська Армія — 14 427
- КДБ — 576 (у тому числі 514 військовослужбовців прикордонних військ[2])
- МВС — 28

Разом — 15 031 людина.
За національним складом втрати силових структур СРСР склали: росіян — 6 888 ос., українців — 2 378 ос., узбеки — 1 066 ос., білорусів — 723 ос., татари — 442 ос., казахи — 362 ос., туркмени — 263 ос., таджики — 236 ос., азербайджанці — 195 ос., молдовани — 195 ос., чуваші — 125 ос., киргизи — 102 ос., народності Дагестану — 101 ос., башкири — 98 ос., вірмени — 95 ос., грузини — 81 ос., мордва — 66 ос., литовці — 57 ос., марійці — 49 ос., чеченці — 35 ос., осетини — 30 ос., кабардинці — 25 ос., латиші — 23 ос., калмики — 22 ос., удмурти — 22 ос., комі — 16 ос., естонці — 15 ос., інгуші — 12 ос., балкарці — 9 ос., євреї — 7 ос., карели — 6 ос., каракалпаки — 5 ос., тувинці — 4 ос.
Санітарні втрати — 53 753 поранених, контужених, травмованих; 415 932 хворих. З хворих — інфекційним гепатитом — 115 308 чол., черевним тифом — 31 080, іншими інфекційними захворюваннями — 140 665 осіб.
З 11 294 чол. звільнених з військової служби за станом здоров'я залишилися інвалідами 10 751, з них — 1-ї групи — 672, 2-ї групи — 4216, 3-ї групи — 5863 особи.
За даними професора Військово-медичної академії Санкт-Петербурга Володимира Сидельникова, у підсумкових цифрах не враховані військовослужбовці, які померли від ран та хвороб у шпиталях на території СРСР.
За офіційною статистикою, за час бойових дій на території Афганістану потрапило в полон і зникло безвісти 417 військовослужбовців (з них 130 було звільнено в період до виведення радянських військ з Афганістану). У Женевських угодах 1988 умови визволення радянських полонених зафіксовані не були. Після виведення радянських військ з Афганістану, переговори про звільнення радянських полонених тривали за посередництва уряду ДРА та Пакистану:
- так, 28 листопада 1989 року на території Пакистану, в місті Пешавар представникам СРСР було передано двоє радянських солдатів — Андрій Лопух та Валерій Прокопчук[8], в обмін на визволення яких уряд ДРА випустив 8 раніше заарештованих бойовиків (5 афганців, 2 громадян Саудівської Аравії) та 1 палестинця) та 25 громадян Пакистану, затриманих на території Афганістану[9].

Доля тих, хто потрапив у полон, складалася по-різному: 8 людей були завербовані противником, 21 стали «неповерненими», понад 100 загинули. Широкий резонанс свого часу набуло повстання в пакистанському таборі Бадабер, під Пешаваром, де 26 квітня 1985 року група радянських та афганських полонених солдатів силою спробувала звільнитися, але загинула в нерівному бою. Число загиблих радянських генералів за публікаціями в пресі зазвичай складає четверо загиблих, іноді називається цифра у 5 загиблих та померлих в Афганістані.
| Ім'я                       | Війська | Звання, посада                                                                                | Місце                  | Дата              | Обставини |
| -------------------------- | ------- | --------------------------------------------------------------------------------------------- | ---------------------- | ----------------- | --- |
| Вадим Миколайович Хахалов  | ВПС     | генерал-майор авіації, заступник командувача ВПС Туркестанського ВО                           | ущелина Луркох         | 5 вересня 1981    | Загинув у збитому моджахедами вертольоті                                                                      |
| Петро Іванович Шкідченко   | СВ      | генерал-лейтенант, начальник Групи управління бойовими діями при Міністрі оборони Афганістану | провінція Пактія       | 19 січня 1982     | Загинув у збитому наземним вогнем гелікоптері. Посмертно надано звання Героя Російської Федерації (4.07.2000) |
| Анатолій Андрійович Драгун | СВ      | генерал-лейтенант, начальник управління Генерального штабу ЗС СРСР                            | ДРА, Кабул ?           | 10 січня 1984     | Раптово помер під час відрядження до Афганістану                                                              |
| Микола Андрійович Власов   | ВПС     | генерал-майор авіації, радник командувача ВПС Афганістану                                     | ДРА, провінція Шинданд | 12 листопада 1985 | Збито потраплянням із ПЗРК при перельоті на МіГ-21                                                            |
| Леонід Кирилович Цуканов   | СВ      | генерал-майор, радник командувача артилерії ЗС Афганістану                                    | ДРА, Кабул             | 2 червня 1988     | Помер від хвороби                                                                                             |

Незалежні ж дослідники називають у десятки разів більші цифри поранених і убитих радянських воїнів в Афганістані.

## Втрати в Урядових силах ДРА
Точні дані про втрати збройних сил ДРА не відомі. За оцінкою А. А. Ляховського в період з 1979 по 1988 рік вони склали: 26 595 осіб — загиблими, 28 002 особи — зниклими безвісти, 28 541 людина — дезертирами. Максимальний рівень загиблих у бою зафіксовано у 1981 році, коли ВС ДРА зазнали втрат 6721 людей загиблими.
7 червня 1988 року, у своєму виступі на засіданні Генеральної Асамблеї ООН, Президент Афганістану М. Наджибулла повідомив, що «з початку бойових дій у 1978 році до теперішнього часу» (тобто до 7 червня 1988 року) у країні загинуло 243,9 тис. військовослужбовців урядових військ, органів безпеки, державних службовців та мирних жителів, у тому числі 208,2 тис. чоловіків, 35,7 тис. жінок та 20,7 тис. дітей віком до 10 років; поранено було ще 77 тис. осіб, у тому числі 17,1 тис. жінок і 900 дітей віком до 10 років . За іншими даними, загинули 18 тисяч людей з числа військовослужбовців .
Точна кількість загиблих у війні афганців невідома. Найчастіше зустрічається цифра 1 млн загиблих; Наявні оцінки коливаються від 670 тис. цивільних осіб до 2 мільйонів осіб загалом. За даними дослідника афганської війни зі США, професора М. Крамера: «Протягом дев'яти років війни було вбито або покалічено понад 2,7 мільйона афганців (головним чином, цивільні особи), ще кілька мільйонів опинилися в лавах біженців, багато з яких покинули країну». Точного поділу жертв на солдатів урядової армії, моджахедів і мирних жителів, мабуть, не існує.

## Втрати моджахедів
Точних даних про це немає. Відомо лише, що з 1980 по 1990 рік ООН зафіксувала 640 тисяч смертей громадян ДРА, 327 тис. людей були чоловіками. Хоча ці дані вважаються спірними. За західними джерелами втрати моджахедів становлять: 75—90 тис. вбитими і стільки ж пораненими.

## Втрати Пакистану
Пакистан надавав найбільшу підтримку моджахедам, його втрати були дуже значні і становили близько 6 тис. убитих та близько 7 тис. поранених.